# Dirección General de Educación (fuerza aérea de Argentina)
La Dirección General de Educación (DGE) es una dirección general de la Fuerza Aérea Argentina con asiento en el Edificio Cóndor y en la órbita del Estado Mayor General de la Fuerza Aérea. Su misión es conducir la formación militar de esa fuerza armada.
La formación militar se halla vinculada con la Universidad de la Defensa Nacional (UNDEF), fundada el 12 de noviembre de 2014, que tiene la Facultad de la Fuerza Aérea (FFA), creada el 21 de octubre de 2015.

## Reseña
La dirección general fue creada el 1 de enero de 2011 tras suprimir el Comando de Personal una modificación a la estructura orgánico-funcional de conducción superior de las Fuerzas Armadas de la Nación, creando direcciones generales para cada área.

## Organización
La formación militar se halla bajo la dependencia de la Universidad de la Defensa Nacional (UNDEF), que tiene una facultad que está vinculada con la Dirección General de Educación.
- Dirección General de Educación (DGE). Asiento: Edificio Cóndor (Retiro, CABA).
- Facultad de la Fuerza Aérea (FFA). Asiento: Retiro (CABA).
  - Escuela de Aviación Militar (EAM). Asiento: Córdoba.
  - Escuela de Suboficiales de la Fuerza Aérea Córdoba (ESFAC). Asiento: Córdoba.
  - Escuela de Suboficiales de la Fuerza Aérea Ezeiza (ESFAE).[nota 1] Asiento: Ezeiza.
  - Liceo Aeronáutico Militar (LAM). Asiento: Funes (SF).
  - Escuela Superior de Guerra Aérea "Brigadier Mayor César Raúl Ojeda" (ESGA). Asiento: Centro Educativo de las Fuerzas Armadas (Palermo, CABA).
  - Centro Regional Universitario Córdoba IUA (CRUC IUA).[nota 2] Asiento: Córdoba.
  - Instituto Nacional de Derecho Aeronáutico y Espacial (INDAE). Asiento: Retiro (CABA).
  - Centro de Instrucción de Idiomas (CIIFA). Asiento: Edificio Alas (San Nicolás, CABA).